# What a Wonderful Time
What a Wonderful Time è un album discografico natalizio della cantante statunitense Paula Abdul, pubblicato nel 2007 dalla Columbia Records.

## Tracce
1. My Favorite Things – 4:35
2. Give Love On Christmas Day – 3:49
3. What a Wonderful Time – 2:38
4. Jingle Bells – 3:03
5. Do You Hear What I Hear – 5:27
6. A Season of Love – 4:11
7. Hold On – 4:45
8. Just Because – 3:53
9. Little Drummer Boy – 3:18
10. With God – 5:38